# Makigumo (1942)
Le Makigumo (巻雲) était un destroyer de la Marine impériale japonaise de classe Yūgumo lancé en 1941. Mis en service en mars 1942, il est attaché à la Kidō Butai, la 1re flotte aéronavale et participe à la Seconde Guerre mondiale. Il prend notamment part à la bataille des Salomon orientales, à la bataille des îles Santa Cruz, à la bataille navale de Guadalcanal. À la fin de la bataille de Guadalcanal, en février 1943, il est touché par une mine et sombre au large de l'île Savo.

## Caractéristiques et construction
Le Makigumo est un destroyer de la classe Yūgumo qui est une évolution de la classe Kagerō avec davantage de capacités anti-aériennes. Son équipage compte 228 officiers et marins. Le navires mesure 119,17 mètres de long ; son maitre-bau est de 10,8 m et son tirant d'eau de 3,76 m. Il déplace 2 110 tonnes à vide et 2 560 t à pleine charge. Le navires dispose de deux turbines à vapeur Kampon alimentées par trois chaudières à tubes d'eau et entraînant chacune un arbre d'hélice. Les turbines fournissent un total de 52 000 shp (39 000 kW) pour une vitesse de 35 nœuds (64,8 km/h).
L'armement principal du navire est composée de six canons de 12,7 cm Type 3 repartis en trois tourelles doubles, deux tourelles superposées à l'arrière et une à l'avant de la superstructure. Les canons sont en mesure de s'élever jusqu'à 75° pour augmenter leur capacité anti-aériennes, mais leur cadence de tir et leur déplacement lent, ainsi que l'absence de contrôle du tir grand angle rend en pratique, leurs capacités antiaériennes quasi nulles. Il est initialement construit avec deux doubles canons anti-aériens de 25 mm Type 96, mais ce nombre augmente au cours de la guerre. Il est également armé avec huit tubes lance-torpilles de 610 mm, quatre de chaque bord, qui chargent des torpilles de type 93. Son armement anti-sous-marin comprend deux lanceurs de charges de profondeur avec une capacité totale de 36 grenades.
Le Makigumo est commandé dans le cadre du 4e volet du plan de réarmement japonais le 4 mars 1939. La quille du navire est posée aux chantiers navals Fujinagata à Osaka le 23 décembre 1940 et il est lancé le 5 novembre 1941. Le navire est achevé le 14 mars 1942,. Affecté au District naval de Yokosuka, il est transféré à Yokosuka, son port d'attache.

## Services
Le Makigumo est attaché avec le Kazagumo et Yugumo à la 10e division de destroyer de la 10e escadre de la Kidō Butai (1re flotte aéronavale) en mars 1942. En juin 1942, il escorte les porte-avions du vice-amiral Chūichi Nagumo lors de la bataille de Midway. En juillet 1942, la division est assignée à la 3e flotte impériale et participe en août à la bataille des Salomon orientales. Au mois d'octobre, il effectue plusieurs allers et retours afin d'escorter des transports de troupes vers Guadalcanal. Le 26 octobre, lors de la bataille des îles Santa Cruz, il participe avec l’Akigumo (en) au torpillage de l'USS Hornet (CV-8) qui finit par sombrer dans la nuit du 27 octobre à 1h35. Lors de la bataille navale de Guadalcanal, les 13 et 14 novembre, il assiste la force de l'amiral Shōji Nishimura et avec l'aide du Kazagumo, il recueille les rescapés du croiseur Kinugasa coulé par l'aviation américaine. Le 23 décembre, il quitte les îles Truk pour le Japon qu'il atteint le 29 décembre afin d'entreprendre des réparations. Après les travaux, il quitte le Japon, le 9 janvier 1943, rejoint les îles Truk, puis Rabaul et atteint les îles Shortland le 27 janvier. Le 1er février, il participe à l'évacuation de Guadalcanal des troupes japonaises à la fin de la bataille de Guadalcanal. Il est touché par une mine en voulant éviter l'attaque d'un PT boat et sombre au large de l'île Savo. Les 237 survivants du naufrage sont recueillis par le Yugumo.

### En anglais
- (en) John Campbell, Naval Weapons of World War II, Annapolis, Maryland, Naval Institute Press, 1985 (ISBN 0-87021-459-4).
- (en) Roger Chesneau, Conway's All the World's Fighting Ships 1922–1946, Greenwich, UK, Conway Maritime Press, 1980, 456 p. (ISBN 0-85177-146-7).
- (en) Eric M. Hammel, Guadalcanal : Decision at Sea : The Naval Battle of Guadalcanal, November 13-15, 1942, (CA), Pacifica Press, 1988, 480 p. (ISBN 0-517-56952-3).
- (en) Eric M. Hammel, Carrier Strike : The Battle of the Santa Cruz Islands, October 1942, Zenith Imprint, 2005, 380 p. (ISBN 0-7603-2128-0).
- (en) Stephen Howarth, The Fighting Ships of the Rising Sun : The Drama of the Imperial Japanese Navy, 1895–1945, Atheneum, 1983, 398 p. (ISBN 0-689-11402-8).
- (en) Hansgeorg Jentschura, Dieter Jung et Peter Mickel, Warships of the Imperial Japanese Navy, 1869–1945, Annapolis, Maryland, United States Naval Institute, 1977 (ISBN 0-87021-893-X).
- (en) Allyn D. Nevitt, « IJN Yakaze : Tabular Record of Movement », sur combinedfleet.com, 1998 (consulté le 12 novembre 2016).
- (en) M. J. Whitley, Destroyers of World War 2, Annapolis, Maryland, Naval Institute Press, 1988, 320 p. (ISBN 0-87021-326-1).
- (en) Anthony J. Watts et Brian G. Gordon, The Imperial Japanese Navy, Garden City, New York, Doubleday, 1971 (OCLC 202878).

### En japonais
- (ja) 昭和17年4月～6月内令2巻/昭和17年5月(2) (和書).
- (ja) 昭和17年1月～3月内令1巻/昭和17年3月(2) (和書).